# Lista de jogadores da MLB com mais partidas jogadas em sequência
Listadas abaixo estão as mais longas sequências de partidas jogadas consecutivamente na história da Major League Baseball. Para fazer parte da lista com tal sequência, um jogador deve aparecer em todas partidas jogadas pelo seu time. A sequência é quebrada se o time completa um jogo em que o jogador não atua ou por não ter nenhuma vez ao bastão ou não joga meia entrada em campo.
O recorde de jogar em 2632 partidas consecutivas por mais de 16 anos pertence a Cal Ripken, Jr. do Baltimore Orioles. Ripken ultrapassou  Lou Gehrig do New York Yankees, cujo recorde de 2130 jogos consecutivos permaneceu por 56 anos. Antes de Gehrig, o recorde era de Everett Scott (1307 partidas consecutivas), um interbases do Red Sox e do Yankees cuja sequência terminou em  1925, menos de um mês antes da sequência de Gehrig se iniciar. Everett quebrou o recorde anterior que foi estabelecido por George Pinkney (577 jogos consecutivos) de 1885–1890.
O recorde da Liga Nacional é de Steve Garvey do Los Angeles Dodgers e San Diego Padres (1975–1983), embora o recorde de Garvey com  1207 jogos consecutivos seja menos da metade do total de Ripken. Os antigos detentores do recorde da Liga Nacional incluem Billy Williams do  Chicago Cubs (1963–1970), Stan Musial do St. Louis Cardinals (1952–1957) e Gus Suhr do Pittsburgh Pirates (1931–1937).
Dos jogadores com no mínimo 500 partidas jogadas consecutivamente, dez são membros do Hall of Fame.

## Campo
| Jogador   | Nome do jogador                          |
| Sequência | Número de jogos consecutivos             |
| Início    | Data do jogo em que a sequência começou  |
| Fim       | Data do jogo em que a sequência terminou |
| †         | Eleito para o Baseball Hall of Fame      |
| ‡         | Sequência ativa                          |

## Lista
Mínimo de 500 partidas jogadas consecutivamente
| Posição | Jogador           | Sequência | Início                 | Fim                    |
| ------- | ----------------- | --------- | ---------------------- | ---------------------- |
| 1       | Cal Ripken, Jr.†  | 2632      | 30 de maio de 1982     | 19 de setembro de 1998 |
| 2       | Lou Gehrig†       | 2130      | 1 de junho de 1925     | 30 de abril de 1939    |
| 3       | Everett Scott     | 1307      | 20 de junho de 1916    | 5 de maio de 1925      |
| 4       | Steve Garvey      | 1207      | 3 de setembro de 1975  | 29 de julho de 1983    |
| 5       | Miguel Tejada     | 1152      | 2 de junho de 2000     | 21 de junho de 2007    |
| 6       | Billy Williams†   | 1117      | 22 de setembro de 1963 | 2 de setembro de 1970  |
| 7       | Joe Sewell†       | 1103      | 13 de setembro de 1922 | 30 de abril de 1930    |
| 8       | Stan Musial†      | 895       | 15 de abril de 1952    | 22 de agosto de 1957   |
| 9       | Eddie Yost        | 829       | 30 de agosto de 1949   | 11 de maio de 1955     |
| 10      | Gus Suhr          | 822       | 11 de setembro de 1931 | 4 de junho de 1937     |
| 11      | Nellie Fox†       | 798       | 7 de agosto de 1955    | 3 de setembro de 1960  |
| 12      | Pete Rose         | 745       | 1 de setembro de 1978  | 23 de agosto de 1983   |
| 13      | Dale Murphy       | 740       | 26 de setembro de 1981 | 8 de julho de 1986     |
| 14      | Richie Ashburn†   | 730       | 7 de junho de 1950     | 26 de setembro de 1954 |
| 15      | Ernie Banks†      | 717       | 26 de agosto de 1956   | 22 de junho de 1961    |
| 16      | Pete Rose         | 678       | 28 de setembro de 1973 | 7 de maio de 1978      |
| 17      | Earl Averill†     | 673       | 14 de abril de 1931    | 28 de junho de 1935    |
| 18      | Frank McCormick   | 668       | 19 de setembro de 1937 | 24 de maio de 1942     |
| 19      | Sandy Alomar, Sr. | 661       | 23 de abril de 1969    | 20 de maio de 1973     |
| 20      | Eddie Brown       | 618       | 5 de junho de 1924     | 7 de junho de 1928     |
| 21      | Roy McMillan      | 584       | 16 de setembro de 1951 | 7 de agosto de 1955    |
| 22      | George Pinkney    | 577       | 21 de setembro de 1885 | 30 de abril de 1890    |
| 23      | Steve Brodie      | 574       |                        |                        |
| 24      | Aaron Ward        | 565       | 10 de julho de 1920    | 25 de maio de 1924     |
| 25      | Prince Fielder    | 547       | 14 de setembro de 2010 | 16 de maio de 2014     |
| 26      | Alex Rodriguez    | 546       | 25 de julho de 2000    | 23 de setembro de 2003 |
| 27      | Candy LaChance    | 540       |                        |                        |
| 28      | Buck Freeman      | 535       |                        |                        |
| 29      | Fred Luderus      | 533       | 2 de junho de 1916     | 28 de setembro de 1919 |
| 30      | Hideki Matsui     | 519       | 31 de março de 2003    | 11 de maio de 2006     |

## Definição oficial
A regra 10.23(c) da MLB, definindo sequência de jogos consecutivos é descrita assim: "Uma sequência de partidas jogadas pode ser estendida se um jogador atua em meia entrada na defesa ou se completa uma vez ao bastão atingindo base ou sendo eliminado. Uma aparição como corredor substituto (pinch runner) não pode estender a sequência de jogos. Se um jogador é ejetado de uma partida pelo umpire antes de completar com os requisitos desta regra, sua sequência continua."
Portanto é possível para um corredor substituto entrar em um jogo e anotar uma estatística—roubar bases, ser pego roubando ou anotar corrida sem ser creditado com uma partida jogada (consecutiva). De fato, Juan Pierre apareceu em 821 jogos consecutivos de 2002 a 2007, mas em 3 de Junho de 2005, ele foi usado como corredor substituto. Sob a regra 10.23(c), isto resulta em jogos separados-jogando em sequências de 386 e 434 partidas. 
Semelhantemente, um jogador de campo pode participar de uma jogada, fazer uma eliminação ou assistência e até mesmo cometer um erro, sem ser creditado com partidas jogadas (consecutivas). Por exemplo, a sequência de jogos consecutivos de Hideki Matsui terminou quando quebrou seu pulso enquanto mergulhava para apanhar a bola com dois eliminados na primeira entrada de jogo do Yankees em 11 de Maio de 2006. Aquele seria seu jogo de número 519 em sua sequência de jogos na MLB e de número 1769 em sua sequência combinada MLB/Japão (veja abaixo), mas como Matsui não jogou uma meia entrada completa na defesa, este jogo não entra em sua sequência. MLB e a Society for American Baseball Research ambas creditam Matsui tendo jogado 518 partidas consecutivas na MLB.

## Sequência de inícios, continuações e fins
A sequência de Lou Gehrig começou com uma aparição como rebatedor substituto. No dia seguinte ele começou como primeira base substituindo Wally Pipp e ali ficou por quatorze anos. Em 14 de Julho de 1934, Gehrig, sofreu um ataque de lombalgia, foi listado na partida do Yankees como interbases. Rebateu na parte alta da primeira entrada para preservar a sequência, uma rebatida simples e foi prontamente retirado do jogo. A sequência de Gehrig foi interrompida por uma esclerose lateral amiotrófica, a doença que acabaria tirando sua vida. Suas habilidade físicas rapidamente decairam e Gehrig pediu ao técnico Joe McCarthy para retirá-lo do time em 2 de Maio de 1939. Nunca jogou novamente, morrendo em 1941.
A sequência de Garvey terminou quando deslocou seu polegar em uma colisão no home plate jogando contra o Atlanta Braves.
Ripken diz que o mais próximo de não jogar durante sua sequência foi no dia em que torceu o joelho quando saiu correndo do banco de reservas durante uma rixa com os jogadores do Seattle Mariners em Junho de 1993. Ripken quebrou o recorde de Gehrig em 6 de Setembro de 1995. O próprio Ripken tomou a decisão de não jogar em 20 de Setembro de 1998, o último jogo em casa do Orioles naquela temporada. O novato Ryan Minor jogou substituindo Ripken como terceira base na derrota por 5-4 contra o Yankees. O recorde de Ripken é considerado por muitos  inquebrável.
A sequência de Miguel Tejada terminou após o arremessador Doug Brocail atingir Tejada no pulso em 20 de Junho de 2007. Durante o jogo de 21 de Junho, Tejada teve sua vez ao bastão na parte alta da primeira entrada, fez o bunt conseguindo alcançar a primeira na escolha do defensor. Foi removido do jogo por um corredor substituto, oficialmente mantendo sua sequência viva. Mas Tejada foi então diagnosticado com um pulso quebrado e foi para a lista de incapazes, finalizando sua sequência com 1152 jogos.

## Entradas consecutivas
De 5 de Junho de 1982 a 14 de Setembro de 1987, Ripken jogou 8264 entradas consecutivas, o que se acredita ser um recorde, embora não seja oficialmente afirmado pela MLB. A segunda mais longa sequência é de 5152 entradas consecutivas por George Pinkney de 1885 a 1890.

## Sequências combinadas Japão-EUA
Hideki Matsui agregou uma sequência de jogos consecutivos de 1768 combinados entre a Liga Japonesa jogando pelo Yomiuri Giants e a MLB com o New York Yankees, o colocando atrás apenas de Ripken e Gehrig nesta lista. A parte da sequência de Matsui na MLB durou 518 jogos e é o recorde da MLB entre jogadores novatos. A sequência completa combinada perdurou de 22 de Agosto de 1993 até 10 de Maio de 2006 com uma lesão no pulso durante o que seria seu 519º jogo consecutivo (veja acima). A parte da sequência jogada na  MLB se estendeu de 31 de Março de 2003 (dia da abertura) até 10 de Maio de 2006.